# Beringstrandloper
De Beringstrandloper (Calidris ptilocnemis) is een vogel uit de familie van snipachtigen (Scolopacidae).

## Verspreiding en leefgebied
Deze soort komt voor van oostelijk Siberië tot Alaska en telt vier ondersoorten:
- C. p. tschuktschorum: van Tsjoekotka tot westelijk Alaska; ze overwinteren in noordwestelijk Noord-Amerika en oostelijk Japan.
- C. p. ptilocnemis: de Pribilofeilanden, St. Matthew en Hall; ze overwinteren in Alaska.
- C. p. couesi: de Aleoeten en Alaska.
- C. p. quarta: de Kurileilanden, het zuiden van het schiereiland Kamtsjatka, en de Komandorski-eilanden.

## Status
De grootte van de populatie is in 2006 geschat op 160-170 duizend vogels. Op de Rode lijst van de IUCN heeft deze soort de status niet bedreigd.